# خوان خوزه اورایا
خوان خوزه اورایا (انگلیسی: Juan José Arraya؛ زادهٔ ۲۰ آوریل ۱۹۸۶) بازیکن فوتبال اهل آرژانتین است.
از باشگاه‌هایی که در آن بازی کرده‌است می‌توان به باشگاه فوتبال اتلتیکو هوراکان اشاره کرد.